# Zugspitze
Zugspitze je s nadmořskou výškou 2962 metrů nejvyšší horou Německa a čtvrtou nejvyšší horou Severních vápencových Alp. Vrchol leží v alpském masivu Wetterstein a je hraniční horou mezi Německem a Rakouskem.
Její název pochází od strmých skalních žlabů (Züge), kterými je protkána severní stěna hory, a častého výskytu lavin na její severní straně (z německého Lavinenzüge). Odvození názvu od vlaku (Zug) na vrcholku je pozdější a nesprávné.

## Prvovýstup
Až do roku 2006 byl za prvního, kdo zdolal vrchol Zugspitze, považován poručík Josef Naus, který na něj vystoupil dne 27. srpna 1820. Podle poznatků DAV však museli lidé stanout na vrcholu už mnohem dříve – pravděpodobně v druhé polovině 18. století. Toto tvrzení se opírá o nález historické mapy z doby kolem roku 1770, na níž je zachycena výstupová cesta údolím Reintal až na vrchol.

## Přístup

### Lanovky a ozubnicová železnice
Na vrchol vedou tři lanovky: Eibseeseilbahn (délka 4,45 km, převýšení 1950 m, dolní stanice u Eibsee), Tiroler Zugspitzbahn (délka 3,6 km, převýšení 1725 m, dolní stanice v rakouském Ehrwaldu) a Gletscherbahn (délka 995 m, převýšení 348 m, dolní stanice Restaurant Sonn Alpin na Zugspitzplatt). K dolní stanici lanovky Gletsherbahn vede z Garmisch-Partenkirchenu ozubnicová železnice Bayerische Zugspitzbahn (délka 19 km, převýšení 1883 m, závěrečných 4,8 km vede v tunelu).
21. prosince 2017 byla uvedena do provozu nová dvoukabinová lanovka, která nahradila starou Eibseeseilbahn, která již kapacitně nedostačovala požadavkům.

### Turistické trasy
Pěšky lze vystoupit na Zugspitze ze tří směrů: nejatraktivnější je severní trasa údolím Höllental a po zajištěné cestě Höllentalsteig, ze západu z rakouské strany se vrcholu dosáhne po zajištěné cestě Zugspitz-Westweg a nejsnazší je příchod od východu od horské chaty Knorrhütte.
Nejpopulárnější horolezecká trasa Jubilaumsgrat vede po skalním hřebeni a spojuje Zugspitze s nedalekou Alpspitze.

### Zugspitz Extremberglauf
Z Ehrwaldu se běhá na vrchol Zugspitze extrémní běh do vrchu. Trasa závodu měří 16,1 km a závodníci na ní překonávají převýšení 2100 m. Držitelem rekordu je Martin Ashley Cox, který v roce 2005 překonal trať v čase 2:03:02 hodiny. V roce 2008 se běžel 8. ročník tohoto závodu. Někteří běžci při něm byli zaskočeni náhlou změnou počasí, která přinesla prudký pokles teploty, husté sněžení a silný vítr. Dva z nich podlehli podchlazení a vyčerpání organismu a zemřeli.

## Ledovec Schneeferner
Vrchol Zugspitze zakrývá Schneeferner – jediný ledovec na území Německa. Ještě v 19. století měl rozlohu 300 hektarů, dnes se zmenšil asi na desetinu. Od roku 1993 se malá část (asi 1 %) Schneeferneru zakrývá přes léto izolačními plachtami, odrážející sluneční záření, ve snaze snížit odtávání ledu z ledovce.
Zugspitze je pod dlouhodobým dohledem německých geologů, protože taje permafrost uvnitř skal a existuje obava z obrovského skalního řícení. To se za podobných klimatických podmínek odehrálo před 3700 lety.

## Galerie

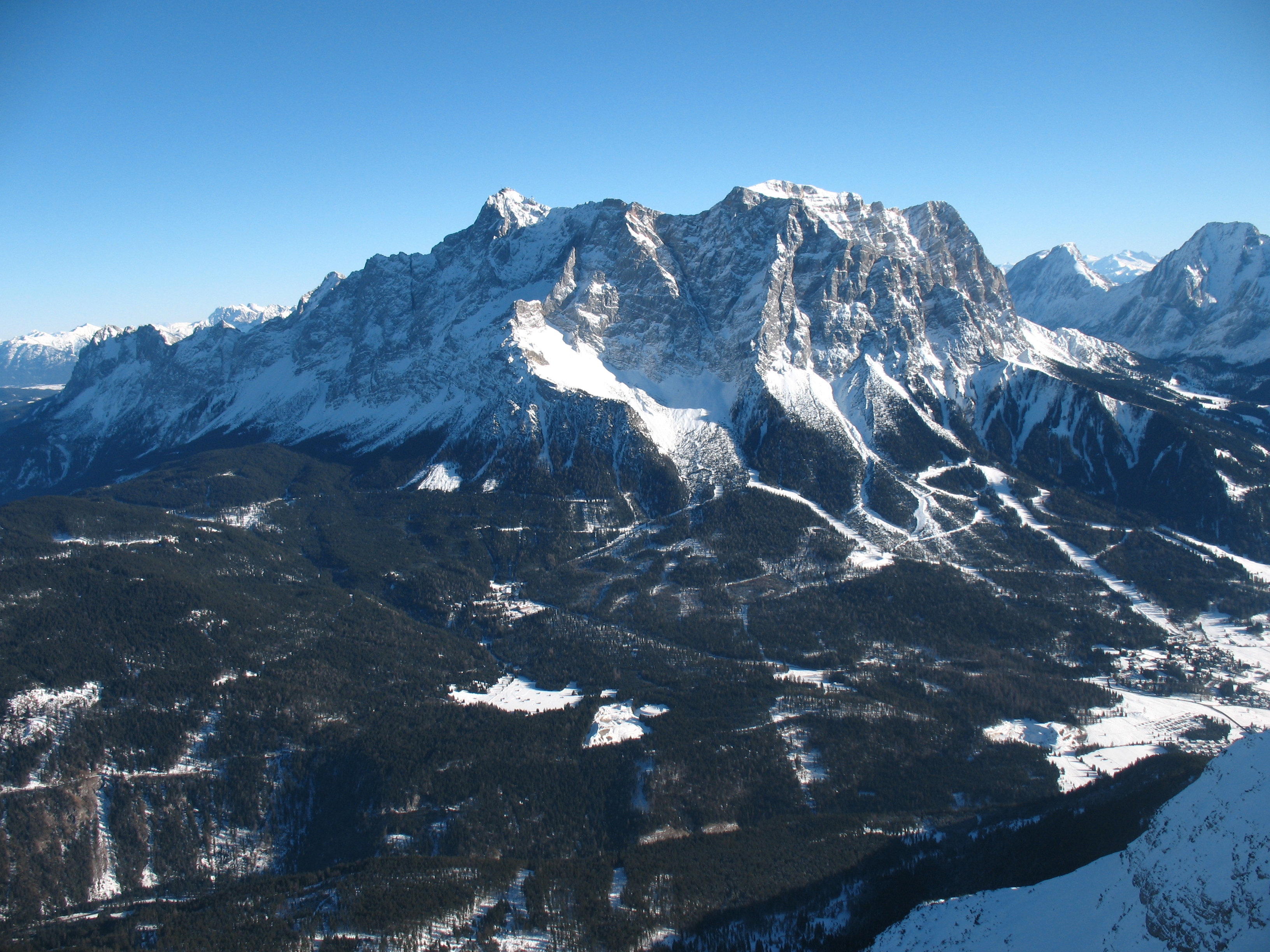
Západní stěna

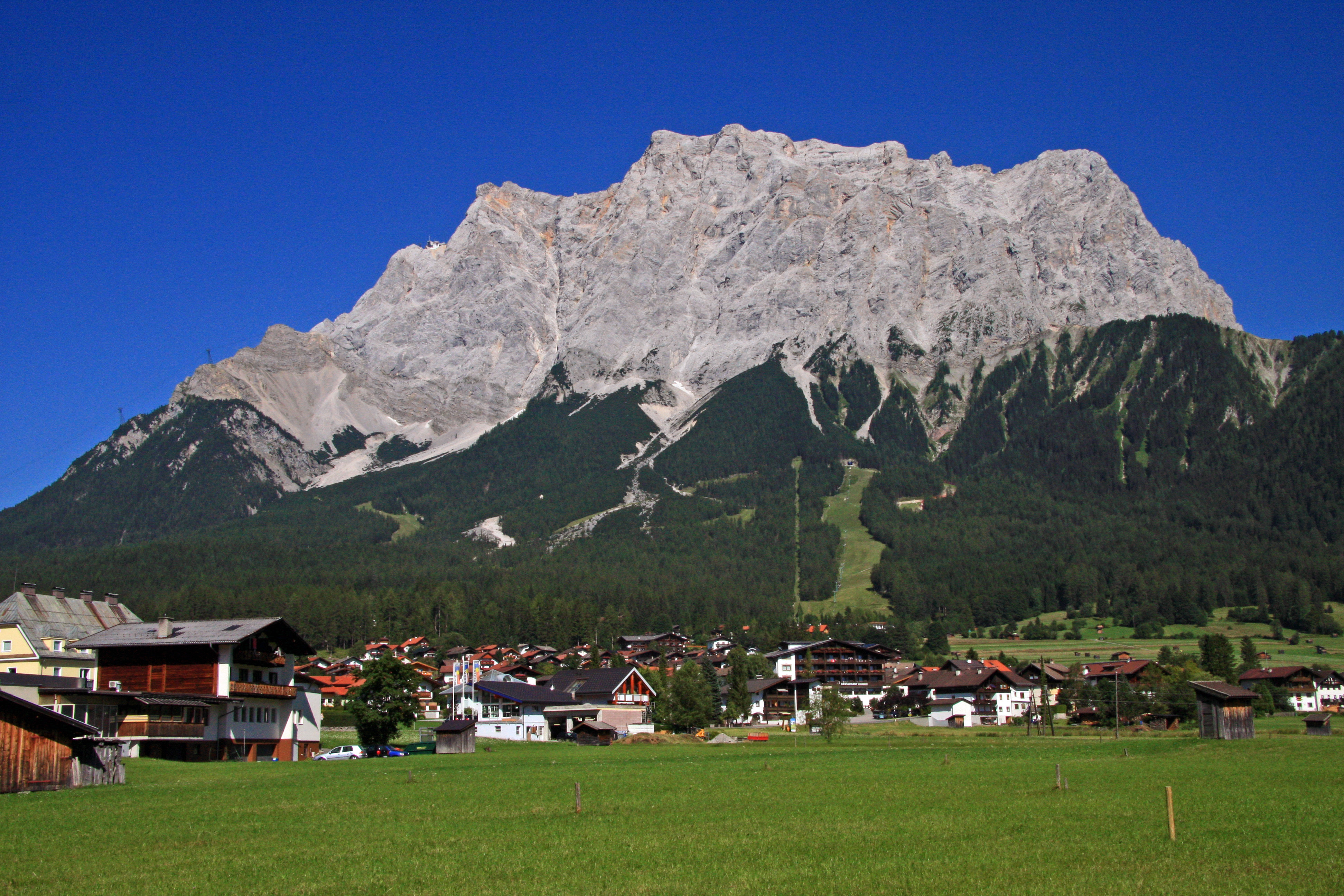
Zugspitze z Ehrwaldu

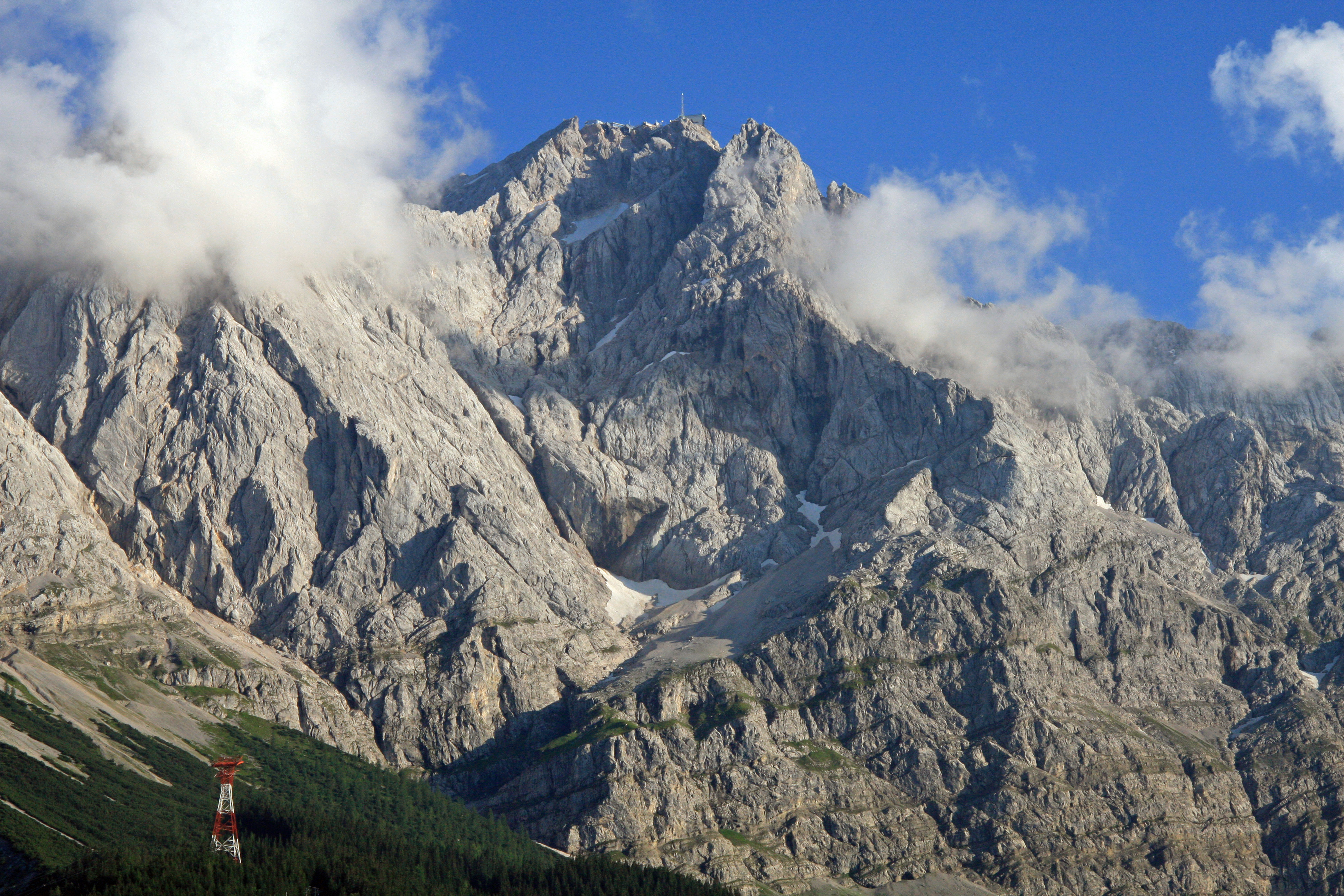
Zugspitze od jezera Eibsee

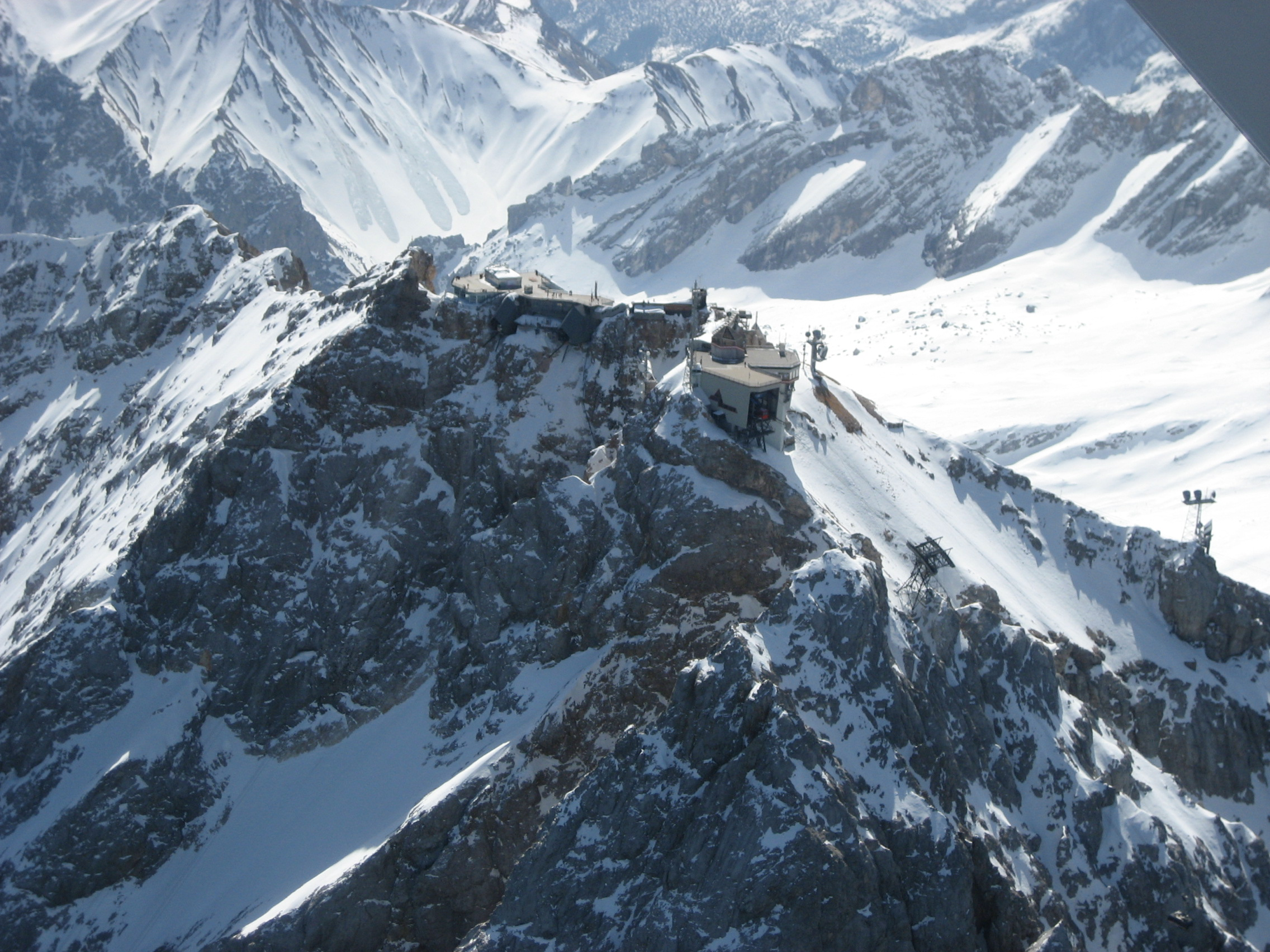
Letecký snímek vrcholu

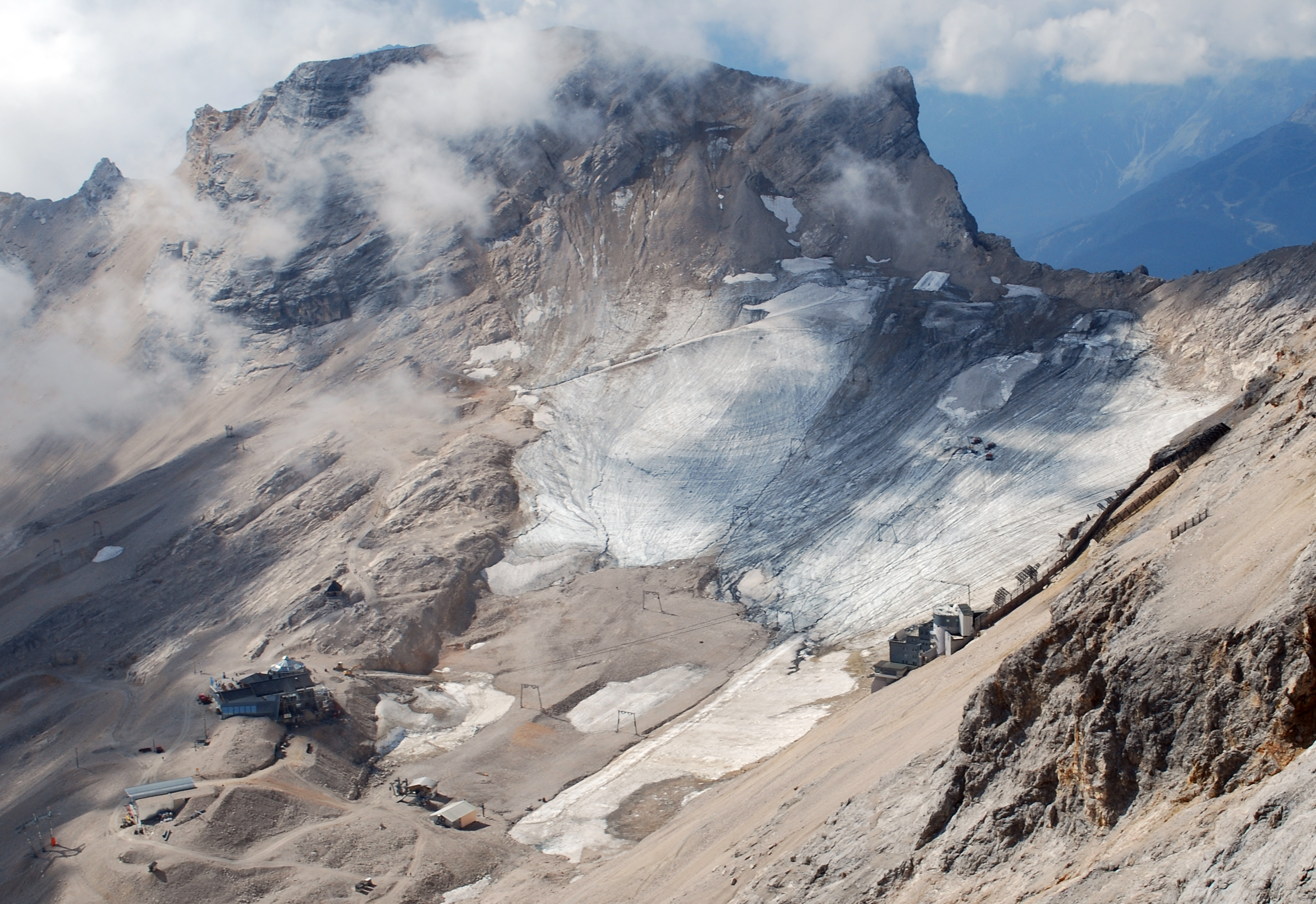
Ledovec Schneeferner v létě

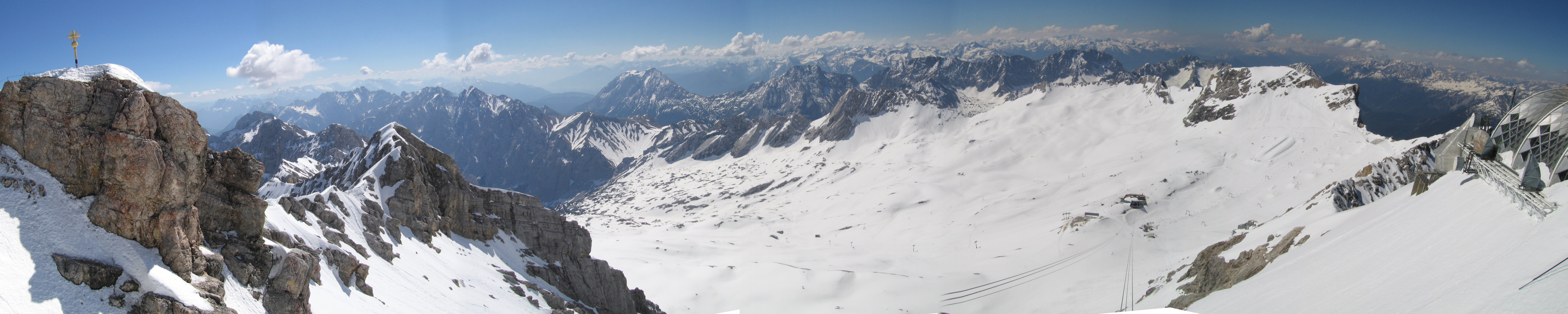
Vrcholové panorama, nejvyšší bod vlevo, označený křížem

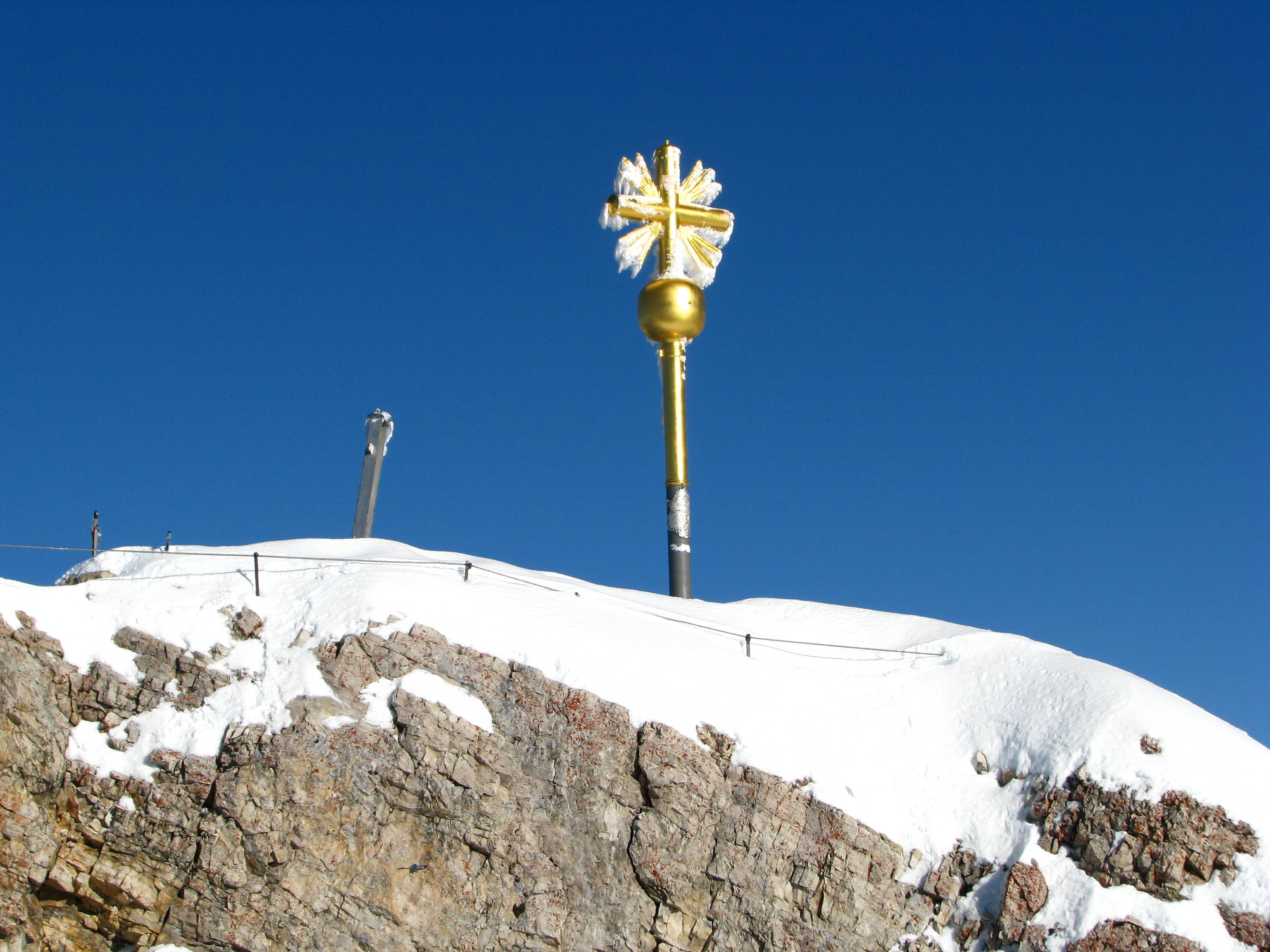
Detail vrcholového kříže